# Tschiernock
Tschiernock är ett berg i Österrike.   Det ligger i distriktet Spittal an der Drau och förbundslandet Kärnten, i den centrala delen av landet, 260 km sydväst om huvudstaden Wien. Toppen på Tschiernock är 1 982 meter över havet.
Terrängen runt Tschiernock är bergig söderut, men norrut är den kuperad. Närmaste större samhälle är Seeboden, 6,6 km sydväst om Tschiernock. 
I omgivningarna runt Tschiernock växer i huvudsak blandskog. Runt Tschiernock är det ganska glesbefolkat, med 29 invånare per kvadratkilometer.